# Tullmyndighet

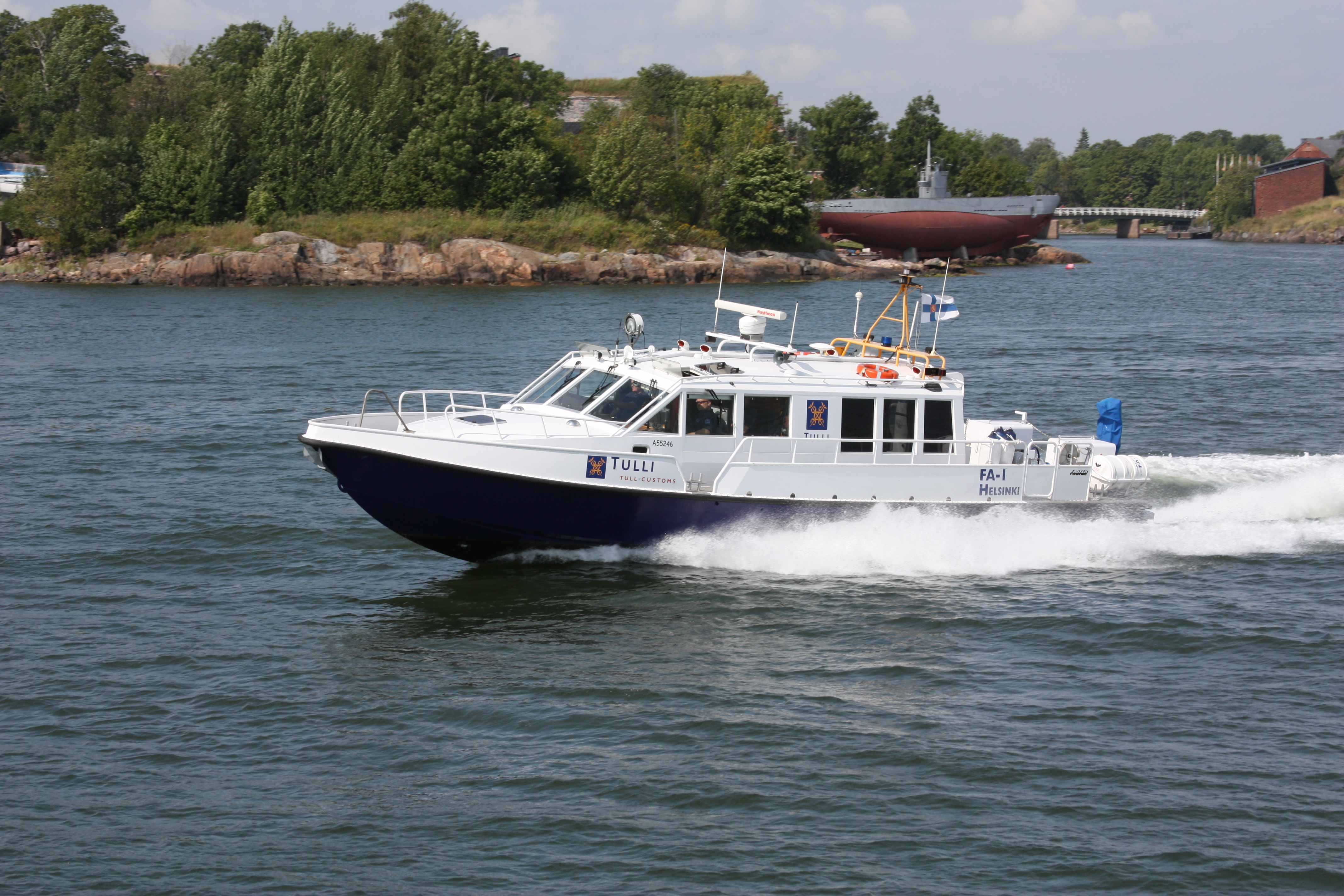
Finländsk tullbåt utanför Sveaborg 2009.

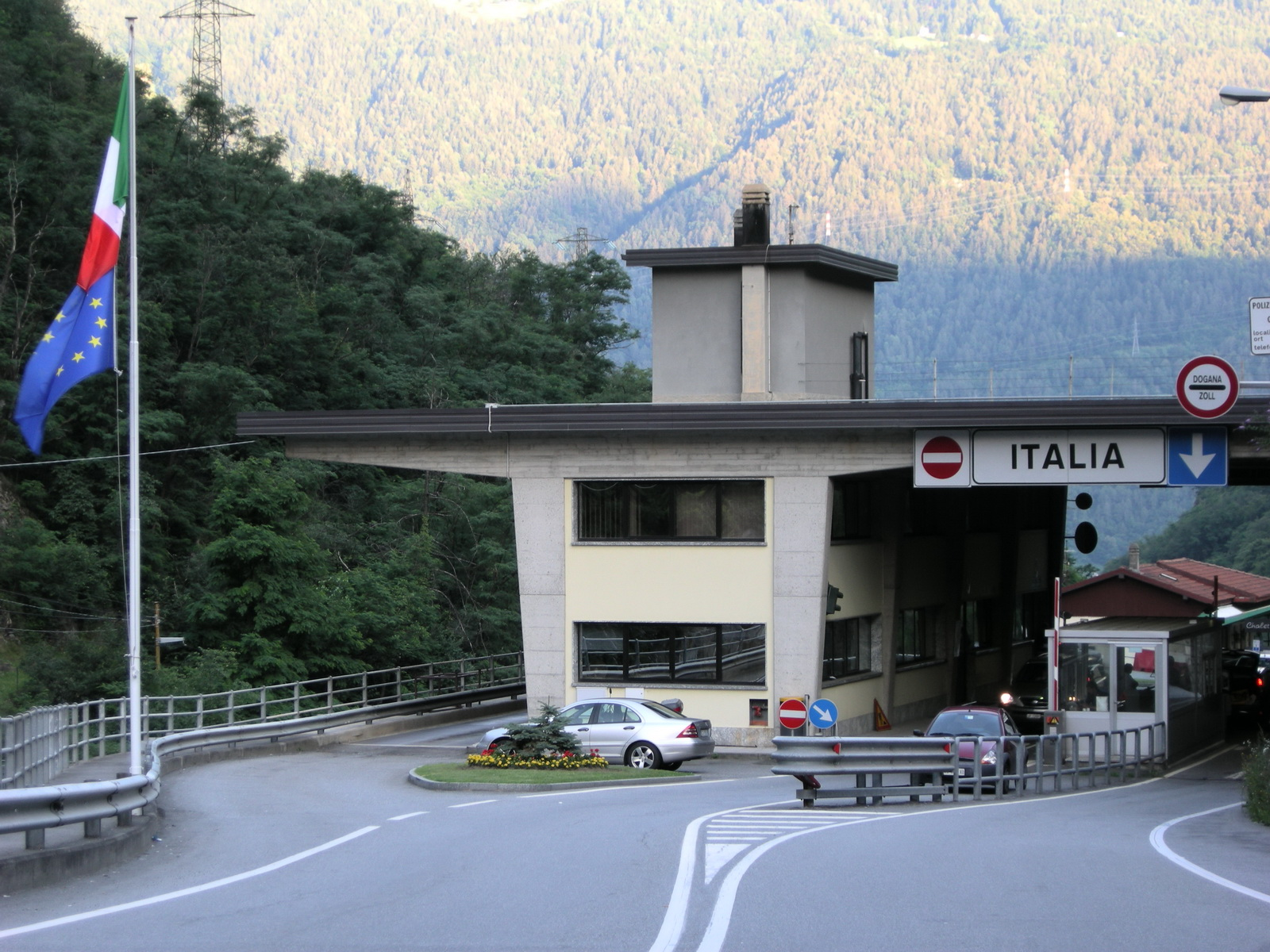
Italienskt gränsövergångsställe.

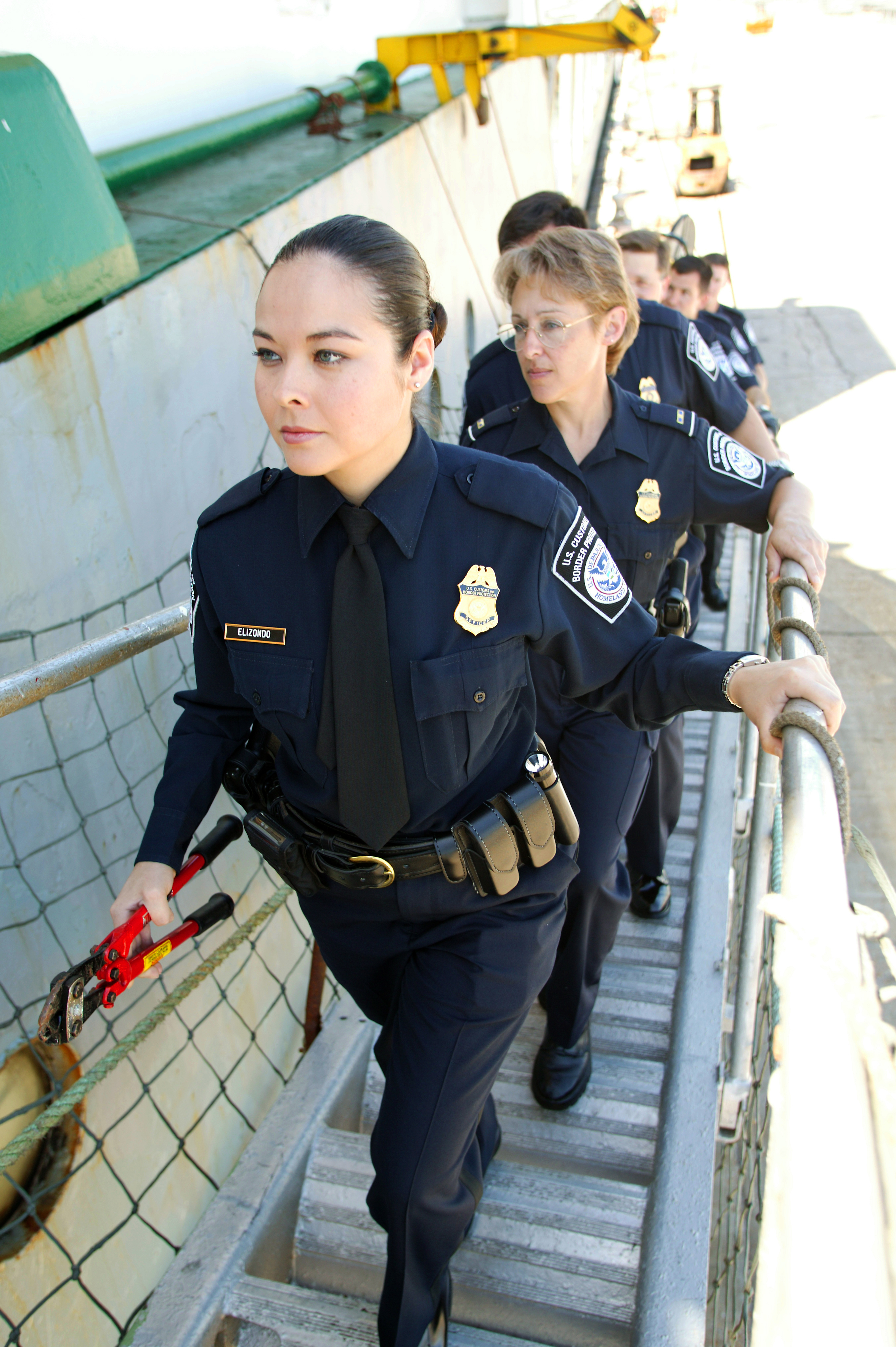
Tullare från det amerikanska tullverket, United States Customs and Border Protection går ombord på fartyg för tullkontroll.

En tullmyndighet är en offentlig myndighet med uppgift att uppbära skatter och tullavgifter som belastar varutrafiken över statsgränserna. Detta sker genom tullkontroll vid tullstationer. Tullmyndigheter har ofta också ansvar för tullövervakning mellan tullstationerna och har därvid karaktär av ordningsmakt. Under 2000-talet har olika former av integrerade gränsförvaltningar tillkommit i flera länder. Myndigheter som utför uppgifter avseende både polisiär gränsbevakning som tullkontroll och tullövervakning.
Exempel på tullmyndigheter i olika länder är Bundeszollverwaltung i Tyskland, Tullverket i Finland, Tollvesenet i Norge och Tullverket i Sverige.

## Finland
Finlands tullverk består av fem distrikt och tullaboratorium. Myndigheten leds av Tullstyrelsen som hör till finansministeriet. Myndigheten har sammanlagt 2400 anställda. Vid den finsk-ryska gränsen sker den mesta bevakningen. Nästan alla gränsövergångar över hela Finland har övervakningskameror installerade både mot de fordon som ska ut och de som ska in i landet.

## Italien
- Tullkontroll sköts av den italienska tullmyndigheten - Agenzia delle Dogane.
- Gränskontroll, gränsövervakning och tullövervakning handhas av den italienska finanspolisen, Guardia di Finanza.

## Storbritannien
HM Revenue & Customs, som är en kombinerad tull- och skattemyndighet har till uppdrag att uppbära direkta och indirekta skatter samt avgifter till den obligatoriska socialförsäkringen. I uppdraget ingår också vidmakthålla ett register över skattebetalarna samt att övervaka att lagstiftningen om minimilöner efterlevs.Myndigheten ansvarar också för utbetalningar av barnbidrag och vissa andra sociala förmåner.
Sedan 2008 finns en integrerad gränsmyndighet, UK Border Agency, som utför de uppdrag som tidigare åvilade invandrarverket (Border and Immigration Agency), tullmyndighetens gränskontroll och gränsövervakning (Her Majesty's Revenue & Customs) samt viseringsmyndigheten (UK Visa Services).

## USA
Sedan den amerikanska tullmyndigheten och gränsbevakningen underställdes USA:s departement för inrikes säkerhet, skapades 2003 två nya integrerade myndigheter, dels United States Customs and Border Protection dels Immigration and Customs Enforcement.
- Customs and Border Protection är USA:s integrerade gränsbevakningsmyndighet, med ansvar för både territoriell och fiskal gränskontroll och gränsövervakning.[2]

- Immigration and Customs Enforcement är USA:s integrerade migrations- och tullkriminal, med ansvar för att bekämpa illegal invandring och smuggling genom spaning, utredning och förundersökning innanför statsgränserna.[3]